# قطعنامه ۱۷۹۳ شورای امنیت
قطعنامه  ۱۷۹۳ شورای امنیت سازمان ملل متحد که در تاریخ ۲۱ دسامبر ۲۰۰۷ تصویب شد، سندی بین‌المللی دربارهٔ بررسی وضعیت در سیرالئون است. این قطعنامه طی نشست ۵۸۱۳ام با ۱۵ رای موافق، ۰ مخالف و ۰ ممتنع تصویب شد.